# Фрушка гора
Фрушка гора је острвска планина у Србији, у оквиру које се налази национални парк. Највећи део Фрушке горе се налази у северном делу Србије, у Срему, делу аутономне покрајине Војводине, док мали део залази у источну Хрватску, у Вуковарско-сријемску жупанију.
Фрушка гора се простире дужином од око 78 km и ширином од 12 до 15 km и захвата површину од 255 km². Део Фрушке горе је 1960. године проглашена националним парком и тиме је постала први национални парк у Србији. Највиши врх је Црвени чот (539 m).

## Порекло назива
Назив Фрушка потиче од речи старог словенског етнонима Фруг, синонима за Франке што даје значење имену планине као „планина Франака“. Византијски хроничар Никита Хонијат (ум. 1216. године) је поводом збивања из 12. века у области Срема употребио обласни назив Франкохорион (грч. Φραγγοχωρίου), што би значило: „Франачка земља“ (старосрпски: Фрушка земља).

## Природне одлике
Фрушка гора је острвска, стара громадна планина. Највиши врх је Црвени чот (539 m), а остали значајни врхови су Стражилово (321 m), Иришки Венац (451 m) и Велики Градац (471 m).

### Биљни и животињски свет
Долине и падине Фрушке горе су прекривене ливадама, пашњацима и житним пољима, на падинама су воћњаци и виногради са чувеним винским подрумима, а делови виши од 300 m су обрасли густом листопадном шумом. На Фрушкој гори је највећа концентрација липове шуме у Европи. Око 700 врста лековитог биља расте на овој планини. Неке од бројних животињских врста су: срна, јелен, муфлон, ласица, дивља свиња, куна, дивља мачка, шакал, зец, итд.

## Култура
На Фрушкој гори најзначајнији споменик културе представља 17 манастира Српске православне цркве распоређених по целој планини. Подигнути су као задужбине српских владарских породица, након што је, у касном средњем веку под притиском Турака, тежиште српске духовне и културне баштине померено на север.
Фрушкогорски манастири су:
| - Беочин - Врдник - Гргетег - Јазак - Кувеждин - Ново Хопово - Привина Глава - Старо Хопово | - Бешеново - Велика Ремета - Ђипша - Крушедол - Мала Ремета - Петковица - Раковац - Врањаш - Шишатовац |

Два манастира која имају блиску историјску везу са фрушкогорским манастирима су:
- Ковиљ
- Фенек

Фрушка гора је била инспирација многим великанима поезије, од Бранка Радичевића, Јована Јовановића Змаја, Милице Стојадиновић Српкиње; у манастирима су боравили Вук Стефановић Караџић, Доситеј Обрадовић, Филип Вишњић, Карађорђе и многи други.
На планини се налазе неколико утврђења, међу којим је Врдничка кула која је у рушевинама. Недалеко од Чортановаца се налази луксузна вила Станковић, коју је 1930. године подигао Раденко Станковић, а данас се налази у државном власништву.

## Насеља
Већи градови којима је окружена Фрушка гора су Шид, Сремска Митровица, Рума и Инђија на јужном делу, док су северно од планине Сремски Карловци, Нови Сад, Беочин и Бачка Паланка као и Илок у Хрватској. Многи становници ових, али и других градова одморе и празнике проводе у бројним викенд-насељима на падинама ове планине.

## Привреда
Данас велики проблем представљају прометни регионални путеви који повезују Срем, Банат и Бачку. Њима саобраћа велики број возила, посебно камиона, који загађују и уништавају најлепше делове планине.
Некада је на Фрушкој гори била развијена и рударска производња угља у Врднику, али је рудник напуштен пре више деценија. На планини се налазе више површинских копова, што напуштених, што активних.
На Фрушкој гори изграђено је 14 вештачких језера углавном на јужној страни планине (сва осим Поповичког и језера код Тестере) у поточним долинама у циљу наводњавања, одбране од бујица, али и туризма и риболова. Језера од истока ка западу су:
| - језеро Љуково (код Јарковаца) - језеро Шеловренац (код Марадика) - језеро Добродол (код Шатринаца) - језеро Међеш (код Шатринаца) - језеро Борковац (код Руме) - језеро на Поповици (код викенд-насеља Поповица) - језеро Кудош (или Павловачко; код села Павловци) | - језеро Мутаљ (код Бешеновачког Прњавора) - језеро Тестера (код истоименог одмаралишта) - језеро Манђелос (или Врањеш; код Манђелоса) - језеро Чалма (код истоименог села) - језеро Мохарач (између Визића и Ердевика) - језеро Бурје (код Ердевика) - језеро Сот (код истоименог села) |

Два језера су настала након попуњавања водом два напуштена површинска копа:
- Лединачко језеро (или језеро Сребро; код Старих Лединаца) - у току рекултивација копа
- језеро Бели Камен (код Бешеновачког Прњавора)

## Туризам
На Фрушкој гори постоје више познатих туристичких одредишта. Летенка је познато излетиште и дечје одмаралиште, на Бранковцу се налази напуштено одмаралиште Поште. Тестера је дечје одмаралиште, а недалеко од ње на Андревљу се налази одмаралиште и конференцијски центар у државном власништву. Код ТВ торња на Иришком венцу се налази хотел Норцев, као и на Иришком венцу који је уједно и познато излетиште. На Стражилову, излетишту изнад Сремских Карловаца, се налази гроб Бранка Радичевића. У Врднику се налази бања „Термал“ са термалном водом и хотел са пет звездица „Премијер аква“ са комплетним велнес програмом и базенима са термалном водом као и Врдничка кула, која је саграђена на месту утврђења из римског доба.
Поред поменутих познатих одредишта, значајнија су следећа излетишта: Чортановачка шума, Партизански пут, Иришки венац, Главица, Поповица, Змајевац, Хајдучки брег, Цигански логор, Рохаљ базе, Липовача и др. На свим овим излетиштима створени су услови за једнодневни боравак у шуми, шумским пропланцима и на ливадама.

## Галерија
- Сателитски снимак Фрушке горе.
- Лединачко језеро на Фрушкој гори.
- Поглед на Фрушку гору са Суботичког булевара (Булевара Европе) у Новом Саду.
- Поглед на Срем са Фрушке горе
- Поглед на Бачку са Фрушке горе
- Гроб Бранка Радичевића на Стражилову
- Споменик Слобода